# 千宗守 (4代)
千宗守（せんそうしゅ、慶長10年（1605年） - 延宝4年12月19日（1677年1月22日））は江戸時代初期の茶人。千宗旦の次男で、武者小路千家の祖。俗名は甚右衛門、道号は一翁、また似休斎と号す。
宗守は兄千宗拙とともに宗旦の先妻の子であり、宗左や宗室とは異母兄弟である。
塗師の吉文字屋に養子に入り吉岡甚右衛門と名乗ったが、宗旦の死後に千姓に復姓した。吉文字屋は女婿の中村宗哲に継がせた
1666年（寛文6年）に高松藩松平家の茶堂として出仕するが、間もなく5代文叔宗守に譲り官休庵を興す。